# 34580 Yenpohsun
34580 Yenpohsun este o planetă minoră (asteroid) din centura de asteroizi. A fost descoperită pe 24 septembrie 2000 la Experimental Test Site⁠(d) de Lincoln Near-Earth Asteroid Research. 
Obiectul prezintă o orbită caracterizată de o semiaxă mare de 2,943418 UAi, o excentricitate de 0,06, o înclinație de 2,00793 ° în raport cu ecliptica.